# 塔爾·班夏哈

泰·本·沙哈

塔爾·班夏哈（希伯來語：טל בן-שחר，Tal Ben-Shahar，1970年—），或翻译为泰·本·沙哈，以色列裔美國人，教師、作家，专长于正向心理学和领导学。
曾在哈佛大學任教心理学1504（正向心理学，positive psychology）课程，是哈佛有史以来最受欢迎的课程之一。网上有流传2006年和2008年的课程录像，广受好评。后来回到以色列教书。
2004年在哈佛大學獲得組織行為學博士學位。他的博士論文在2004年完成，題目是“恢復自我，自尊的自我，自尊：依賴、獨立的能力和價值構造。”

## 著作
- Tal Ben-Shahar (2007) Happier: Learn the Secrets to Daily Joy and Lasting Fulfillment, McGraw-Hill Professional. ISBN 978-0-07-149239-3
  - 《更快樂：哈佛最受歡迎的一堂課》。
  - 《幸福的方法：哈佛大学最受欢迎的幸福课》，中信出版社，汪冰、刘骏杰等译，倪子君校，出2013-01-01
- Tal Ben-Shahar (2009) The Pursuit of Perfect: How to Stop Chasing Perfection and Start Living a Richer, Happier Life, McGraw-Hill Professional. ISBN 978-0-07-160882-4
  - 《幸福超越完美》，机械工业出版社，倪子君，2011-4-1
  - 《幸福超越完美》，中信出版社，倪子君、刘骏杰，2022-03
- Tal Ben-Shahar (2010) Even Happier: A Gratitude Journal for Daily Joy and Lasting Fulfillment, McGraw-Hill Professional.  ISBN 978-0-07-163803-6